# Duane Hanson
 (mars 2013).
Si vous disposez d'ouvrages ou d'articles de référence ou si vous connaissez des sites web de qualité traitant du thème abordé ici, merci de compléter l'article en donnant les références utiles à sa vérifiabilité et en les liant à la section « Notes et références ».
Duane Hanson, né le 17 janvier 1925 à Alexandria (Minnesota) et mort le 6 janvier 1996 à Boca Raton (Floride), est un sculpteur américain du courant artistique de l'hyperréalisme.

## Biographie
Dans les années 1960, Duane Hanson est l'un des grands représentants de l’art sculptural américain dans le mouvement de l'hyperréalisme. Il travaille en effet de façon réaliste et exprime ses préoccupations sociales. Séduit par les travaux de George Segal, qui réalise des œuvres en plâtre moulées d'après des modèles vivants (« lifecasting »), et réfractaire à l’idée d’infliger une interprétation subjective à ses œuvres, Hanson se met à créer dans un atelier de Floride des personnages humains grandeur nature en effectuant des moulages directement sur ses modèles. Il privilégie la fibre de verre et la résine, ce qui lui offre la possibilité de reproduire les moindres finesses du corps humain, donnant ainsi vie à ses modèles. Habillant et coiffant ses sujets avec une volonté de justesse, Hanson donne l’illusion de réalité quand il représente des scènes hyperréalistes reflétant la vie dure à l'américaine, à l'opposé des l'idéaux de l’american way of life.
La palette de son inspiration couvre quasiment tous les sujets qui dérangent : des multiples facettes du racisme, en passant par la pauvreté, la dépendance et la maltraitance. Son but : transporter des scènes de la vie quotidienne banale ou provocante au musée pour les y immortaliser. Une de ses œuvres montre un policier blanc frappant un Afro-Américain après l’assassinat de Martin Luther King.
Duane Hanson s’installe à New York en 1969 et persiste avec des thèmes aussi épineux que la guerre du Viêt Nam, la maltraitance des femmes et les sans-abri. Dans les années 1970, les créations d'hyper-réalistes comme Richard Estes attirent Hanson. Ses œuvres sont d’abord exposées à New York et en Allemagne. Dans les années 1980, elles font l’objet d’expositions tournantes dans les musées américains. En 1983, la Floride nomme Hanson « ambassadeur d’art » et son œuvre est internationalement reconnue.
Il décède à 70 ans d'un cancer causé par la manipulation répétée et sans protection de résine de polyester et de fibre de verre. Ce cancer avait d'abord été diagnostiqué en 1971.

## Œuvres (sélection)

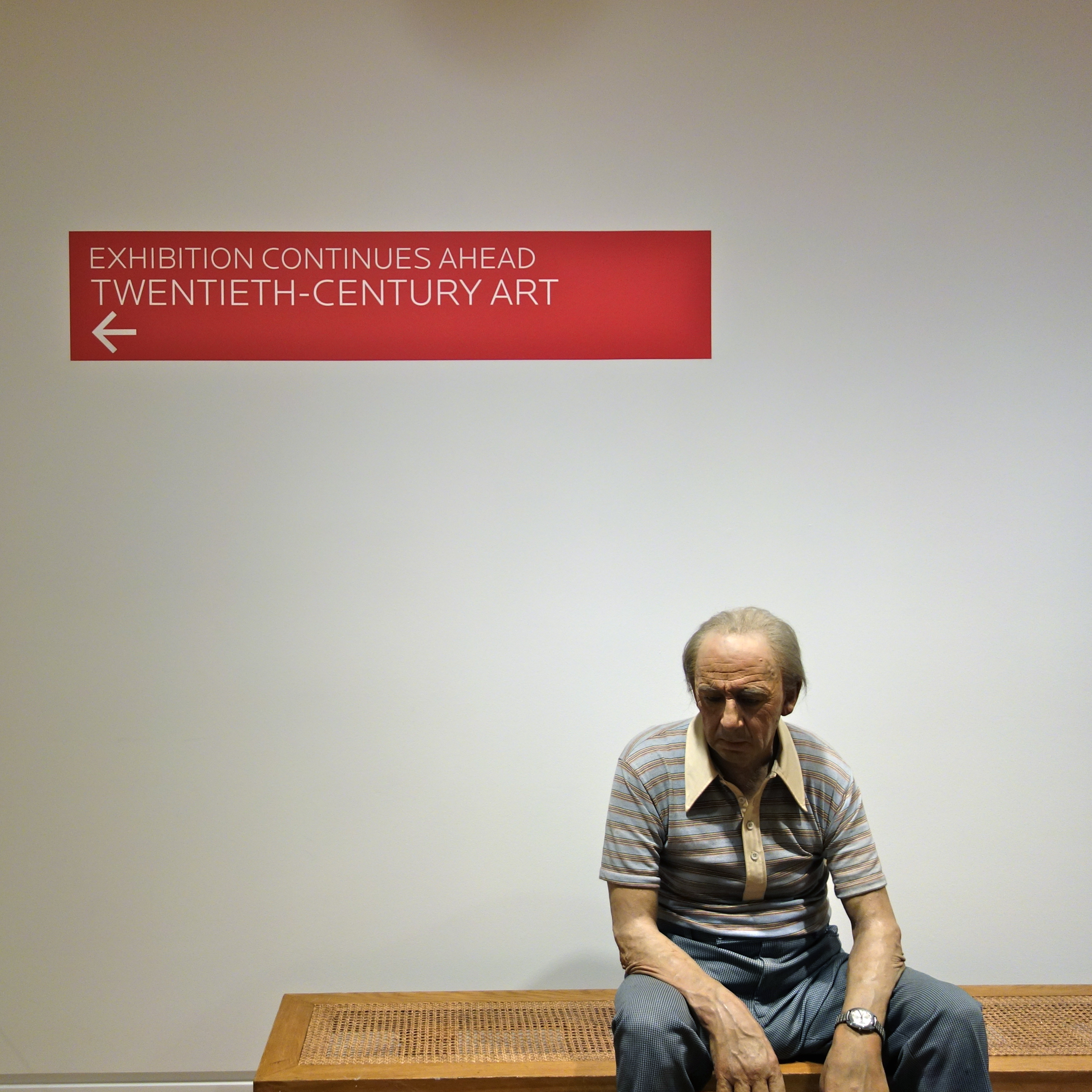
Sculpture hyperréaliste d'un homme assis sur un banc

### 1964-1990
Œuvres de Hello, à la Neue Galerie (collection Ludwig), à Aix-la-Chapelle
- 1964 : L'Homme et son chien
- 1967 : War
- 1969 : Supermarket Lady (ou Lady's Market ou Caddie)
- 1973 : Young shopper
- 1975 : The Tourists
- 1979 : Self-Portrait with Model
- 1985 : Woman with Child in a Stroller
- 1988 : Traveller, Tourist II
- 1990 : Manon
- 1990 : security gard

### Monographies
- Duane Hanson : Virtual Reality and Mister vie
- Duane Hanson : Portraits from the Heartland